# Heliodon

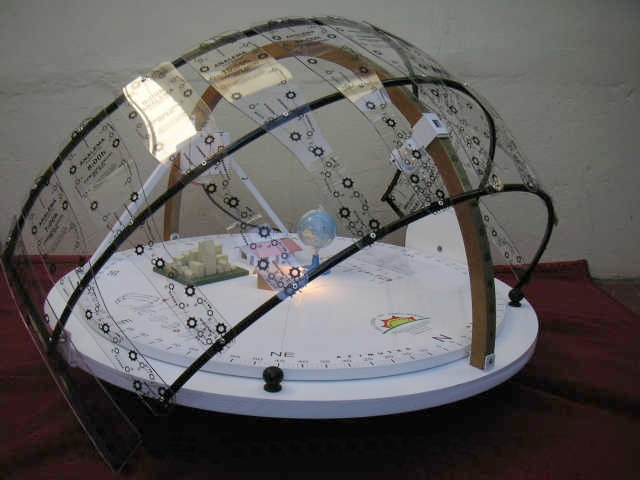
Heliodon de Analemas

Princípio de funcionamento de um Heliodon

Heliodon é um equipamento utilizado para simular o movimento aparente do Sol, em qualquer local da Terra, para ajustar o ângulo entre uma superfície plana e um feixe de luz e assim combinar o ângulo entre um plano horizontal em uma latitude específica e o feixe solar. Heliodons são usados por arquitetos e estudantes da arquitetura, além de outras áreas e profissões. Colocando-se um edifício modelo (maquete) no heliodon e fazendo incidir sobre ele uma fonte luminosa, conforme os ângulos solares, o observador pode ver como o edifício se comporta em relação ao Sol em várias datas e horas do dia.
A terra é uma esfera no espaço que intercepta constantemente um cilindro de raios (radiação) paralelos oriundos do Sol. Estes raios, ao atingirem a crosta terrestre, formam os ângulos solares que são determinados em função:
- das coordenadas de latitude e longitude do local, que dá sua posição no globo terrestre;
- da hora no local (fuso horário);
- da data ou estação do ano.

O uso principal de um heliodon, em arquitetura, é como um facilitador no entendimento do fenômeno do movimento aparente do Sol. 
Pode ser usado também em outras áreas tais como na geografia, física, astronomia, navegação e muitas outras, que necessitem ou simular ou se orientar pela posição solar ou ainda seu efeitos, ou seja, a iluminação natural ou as sombras projetadas pelo Sol.
- Diz-se que é movimento aparente do Sol porque do ponto de observação dos habitantes da Terra, esta parece estática, dando a impressão de que é o Sol que se movimenta em relação a ela, quando na realidade ocorre o contrário. Os movimentos da Terra são a rotação - giro em torno de seu eixo, que dura 24 horas e leva à existência de dias e noites, e a translação - órbita elíptica em torno do Sol, que dura um ano, e, junto com a inclinação do eixo terrestre, leva à existência das diferentes estações.